# 司会

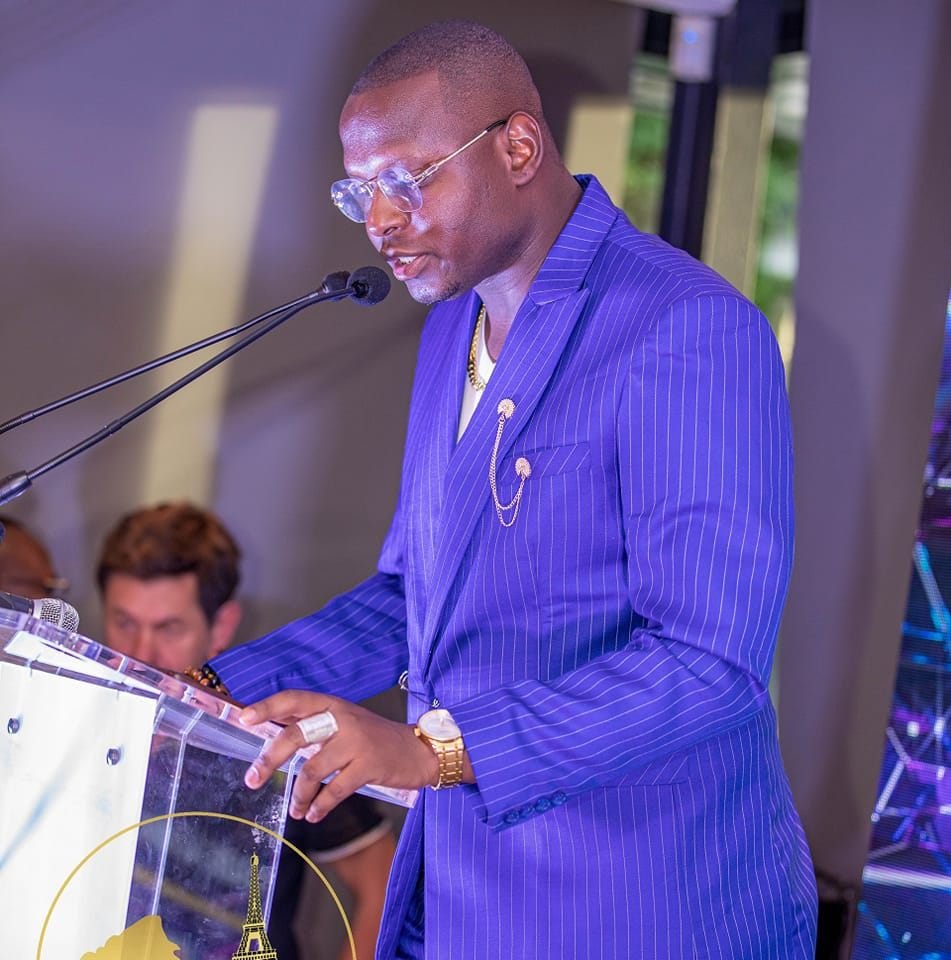
フランス・パリのイベントで司会を務める放送司会者Freddy Lino

司会（しかい）は、放送番組（テレビ番組・ラジオ番組）や舞台・宴会・結婚式など、衆目の中でイベントの進行を司ること、あるいはその者を指す。後者は司会者（しかいしゃ）とも称する。

## 役割
司会は引き立て役、縁の下の力持ちとして、イベントを「始め、進め、まとめ、終わらせる」役割を担う。司会は独善的にならず、出席者におもねらず、公平な判断が要求される。放送番組では、笑わせたり世辞で引き立てる「道化役」としての司会もある。
司会の役割は、時間を管理してイベントを予定通り進行させる、イベントの出席者を参加者に紹介する、出席者の発言を引き出す、会場の雰囲気を演出するなどが挙げられ、会議で司会が議長以上の権限でリーダーとして運営する場合は、公平さを保ちつつ発言を統制して会議をまとめることが求められる。

## 放送番組における司会

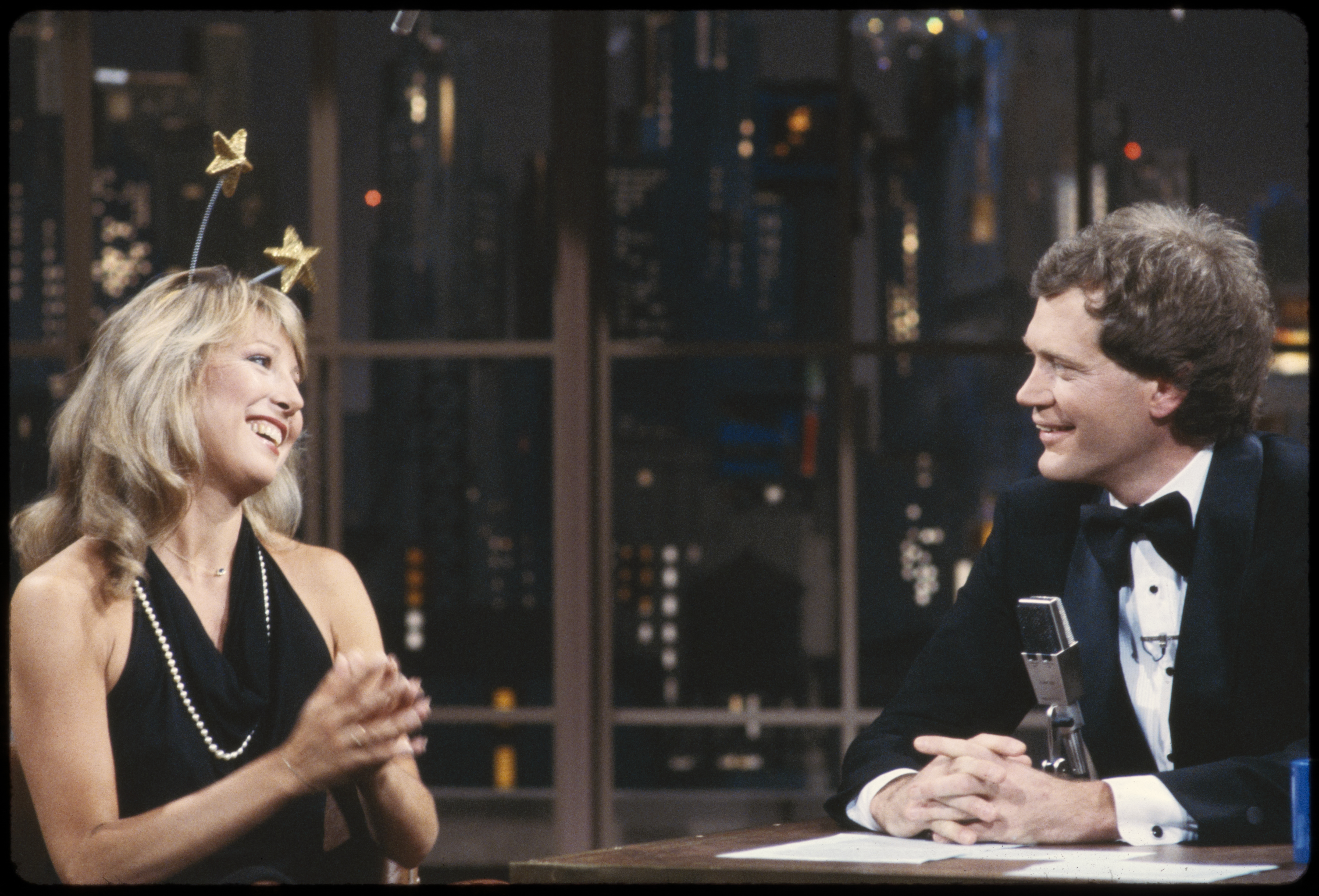
1982年、トーク番組『Late Night with David Letterman』でゲストの女優・テリー・ガーにインタビューするデイヴィッド・レターマン。

司会は番組の順調な進行がおもな役割で、台本に沿って段取りと時間を管理し、話者を選択してネタ振りするほか、生放送の場合は突発事項に際して機転が求められる場合もある。
司会は複数人を配し、1人はトークやコントなどの展開で盛り上げを担当し、別の者が番組の進行に専念することが多い。後者はおもにアナウンサーが担当し、番組の進行状況と活況状態をともに司る技量が要求される。
日本のテレビ司会者は黒柳徹子、大橋巨泉、愛川欽也、芳村真理、三波伸介、前田武彦らが先駆けとされる。1980年代頃から志村けん、タモリ、ビートたけし、明石家さんま、島田紳助、所ジョージ、笑福亭鶴瓶らお笑いBIG3などのお笑いタレントがバラエティ番組で司会することが多くなった。1990年代前半からとんねるず、ダウンタウン、ウッチャンナンチャンなどお笑い第三世代が司会を務める数多くのバラエティ番組が放送された。1990年代後半から今田耕司、東野幸治、さまぁ〜ず、雨上がり決死隊、ナインティナイン、ネプチューン、くりぃむしちゅーなどのお笑いタレントが司会を務めるバラエティ番組が放送された。中居正広 （SMAP）、国分太一 （TOKIO）、嵐などアイドルタレントがバラエティ番組の司会を務めることも多い。
1980年代から2010年代にかけて久米宏、森本毅郎、徳光和夫、みのもんた、土居まさる、逸見政孝、生島ヒロシ、福留功男、小倉智昭、古舘伊知郎ら、テレビ・ラジオ局のアナウンサーを経てフリーとなり報道番組やバラエティ番組の総合司会を務める男性司会者が多かった。
女性司会者は和田アキ子、山田邦子、久本雅美などがいる。
別称にMC（マスター・オブ・セレモニー〈ズ〉）、ホスト、報道・情報番組などではキャスターとも表現する。

## 呼称
放送や音楽などで、MC（エムシー、master of ceremonies）を用いる。番組の進行役として話すことや担当人物を指す。コンサートなどで演奏者が曲の繋ぎに話すことやその時間をMCと称する事例は、和製英語「マイク・コメント」の略称である。
英語版Wikipediaは「Master of ceremonies」、「Presenter」（プレゼンター）、「Television presenter」（テレビの司会）、「News presenter」（ニュースの司会=ニュースキャスター）、「Radio personality」（ラジオパーソナリティ）など多数の司会業に関する項目が作成されている。「Master of ceremonies」は主にイベントの司会である。日本のテレビ番組ではニュース以外の娯楽番組でおもにMCが用いられることから、本項目は「Television presenter」へリンクされている。
英語は「master of ceremonies」と複数形だが、日本で略語のMCを説明する時は「マスター・オブ・セレモニー」と単数形が多い。
日本のテレビ番組で司会の名称は番組により異なり、情報・報道番組は（メイン）キャスター（ニュースキャスター）、教育番組はお兄さん・お姉さん・先生が多く、バラエティ番組はMC (Master of Ceremonies) や「総合司会」も用いる。
海外でTV Host (TV Hostess) は、テレビ番組や社交的な会合の司会に用いられる。
番組により「MC」「総合司会」以外に「メイン出演者」「キャプテン」「リーダー」と別の名称を使用する番組もある。
ラジオ番組ではDJやラジオパーソナリティとも称する。
インターネットサイトにおける司会役はモデレーターとも呼ばれる。